# Ярославка (нижний приток Польного Воронежа)
Ярославка — река в России, протекает по Никифоровскому району Тамбовской области. Левый приток Польного Воронежа.

## География
Река берёт начало в 5 км к северу от села Сабуро-Покровское. Течёт на запад по открытой местности. На реке образовано два крупных пруда. Устье реки находится в 4 км к западу от села Ярославка в 74 км по левому берегу реки Польной Воронеж. Длина реки составляет 31 км, площадь водосборного бассейна — 331 км².

## Данные водного реестра
По данным государственного водного реестра России относится к Донскому бассейновому округу, водохозяйственный участок реки — Воронеж от истока до города Липецк, без реки Матыра, речной подбассейн реки — бассейны притоков Дона до впадения Хопра. Речной бассейн реки — Дон (российская часть бассейна).